# Psychotria mahonii
Psychotria mahonii är en måreväxtart som beskrevs av Charles Henry Wright. Psychotria mahonii ingår i släktet Psychotria och familjen måreväxter. Inga underarter finns listade i Catalogue of Life.